# Serafín Dengra

a Compétitions nationales et continentales officielles uniquement.

b Matchs officiels uniquement.
Dernière mise à jour le 7 décembre 2021.
Serafín Dengra, né le 21 septembre 1961 à Buenos Aires, est un joueur de rugby à XV argentin, évoluant au poste de pilier avec l'Équipe d'Argentine de rugby à XV.

## Carrière
Il a eu sa première cape internationale le 3 avril 1982 à l’occasion d’un match de l'équipe d'Amérique du Sud contre l'équipe d'Afrique du Sud. Sa dernière sélection fut avec l'équipe d'Argentine contre les All-Blacks, le 29 juillet 1989. 
Il a disputé deux matchs de la coupe du monde de rugby 1987.

## Clubs successifs
- San Martín (1978-85)
- Queensland (1985-90)
- Rovigo (1990-92)
- Bourgoin-Jallieu (1992-95)

## Palmarès
- 3 sélections avec l'équipe d'Amérique du Sud
- 17 sélections avec l'équipe d'Argentine
- Sélections par années avec  l'Argentine:  2 en 1982, 2 en 1983, 5 en 1987,  4 en 1988, 3 en 1989